# Central European Tour
O Central European Tour são carreiras ciclistas profissionais de um dia húngaras, agrupadas baixo um mesmo nome comum, que se disputam no mês de agosto.
Conquanto a sua primeira edição em 2010 foi disputada em Gyomaendrőd (condado de Bekés) e seus arredores, com o nome oficial de Central European Tour Gyomaendröd como uma única carreira; já em 2011 se disputaram as duas actuais primeiro em Miskolc e seus arredores e um dia depois em Budapeste e seus arredores com os nomes oficiais de Central European Tour Miskolc GP e Central European Tour Budapeste GP, respectivamente. Todas elas têm fazer# parte do UCI Europe Tour, dentro da categoria 1.2 (última categoria do profissionalismo).

## Palmarés

### Gyomaendröd
| Ano  | Ganhador        | Segundo       | Terceiro      |
| ---- | --------------- | ------------- | ------------- |
| 2010 | Alois Kaňkovský | André Schulze | Erik Poljanec |

### Miskolc
| Ano  | Ganhador          | Segundo               | Terceiro            |
| ---- | ----------------- | --------------------- | ------------------- |
| 2011 | Matija Kvasina    | Mikhail Antonov       | Robert Nagy         |
| 2012 | Krisztian Lovassy | Vyatcheslav Kuznetsov | Pavel Kochetkov     |
| 2013 | Siarhei Papok     | Jan Sokol             | Frederico Rocchetti |
| 2014 | Erik Baška        | Martin Otonicar       | Florian Bissinger   |

### Budapeste
| Ano  | Ganhador          | Segundo           | Terceiro      |
| ---- | ----------------- | ----------------- | ------------- |
| 2011 | Andris Smirnovs   | Alexey Tsatevitch | Luka Mezgec   |
| 2012 | Marko Kump        | Krisztian Lovassy | Luka Mezgec   |
| 2013 | Krisztian Lovassy | Aljaž Hočevar     | Siarhei Papok |
| 2014 | Erik Baška        | Aljaž Hočevar     | Jan Tratnik   |

### Szerencs-Ibrany
| Ano  | Ganhador    | Segundo      | Terceiro       |
| ---- | ----------- | ------------ | -------------- |
| 2014 | Mamyr Stash | Vitaliy Buts | Filip Eidsheim |

## Palmarés por países

### Palmarés dos troféus por países
| País    | Vitórias |
| ------- | -------- |
| Chéquia | 1        |

| País   | Vitórias |
| ------ | -------- |
| Rússia | 1        |

| País         | Vitórias |
| ------------ | -------- |
| Croácia      | 1        |
| Hungria      | 1        |
| Bielorrússia | 1        |
| Eslováquia   | 1        |

| País       | Vitórias |
| ---------- | -------- |
| Letônia    | 1        |
| Eslovênia  | 1        |
| Hungria    | 1        |
| Eslováquia | 1        |

## Estatísticas
| Ciclista          | Vitórias |
| ----------------- | -------- |
| Krisztian Lovassy | 2        |
| Erik Baška        | 2        |
| Alois Kaňkovský   | 1        |
| Matija Kvasina    | 1        |
| Andris Smirnovs   | 1        |
| Marko Kump        | 1        |
| Siarhei Papok     | 1        |
| Mamyr Stash       | 1        |

| País         | Vitórias |
| ------------ | -------- |
| Hungria      | 2        |
| Eslováquia   | 2        |
| Letônia      | 1        |
| Chéquia      | 1        |
| Eslovênia    | 1        |
| Bielorrússia | 1        |
| Croácia      | 1        |
| Rússia       | 1        |